# Paraskeví Tsiamíta
Paraskeví Tsiamíta (en grec moderne : Παρασκευή Τσιαμίτα, née le 10 mars 1972) est une athlète grecque spécialiste du saut en longueur et du triple saut. 

## Carrière
En 1999, Paraskeví Tsiamíta remporte la finale du concours du triple saut des Championnats du monde de Séville avec 14,88 m, devançant la Cubaine Yamilé Aldama et sa compatriote Olga Vasdeki. Deux jours plus tôt, lors des qualifications, elle avait établi la meilleure performance de sa carrière avec 15,07 m (-0,6 m/s), performance constituant le record national de Grèce jusqu'en 2004. En fin de saison 1999, Tsiamíta se classe deuxième de la Finale du Grand Prix IAAF de Munich. 
De retour de blessures en 2004, elle ne parvient pas à se qualifier pour les Jeux d'Athènes, mettant un terme définitif à sa carrière sportive.

## Palmarès
| Année | Compétition                    | Lieu     | Résultat | Marque  |
| ----- | ------------------------------ | -------- | -------- | ------- |
| 1998  | Championnats d'Europe          | Budapest | 9e       |         |
| 1999  | Championnats du monde en salle | Maebashi | 5e       | 14,63 m |
| 1999  | Championnats du monde          | Séville  | 1re      | 15,07 m |

## Records
- Saut en longueur : 6,93 m (Pátra, 01/08/1999)
- Triple saut :	15,07 m (Séville, 22/08/1999)